# Cultura Magdaleniana

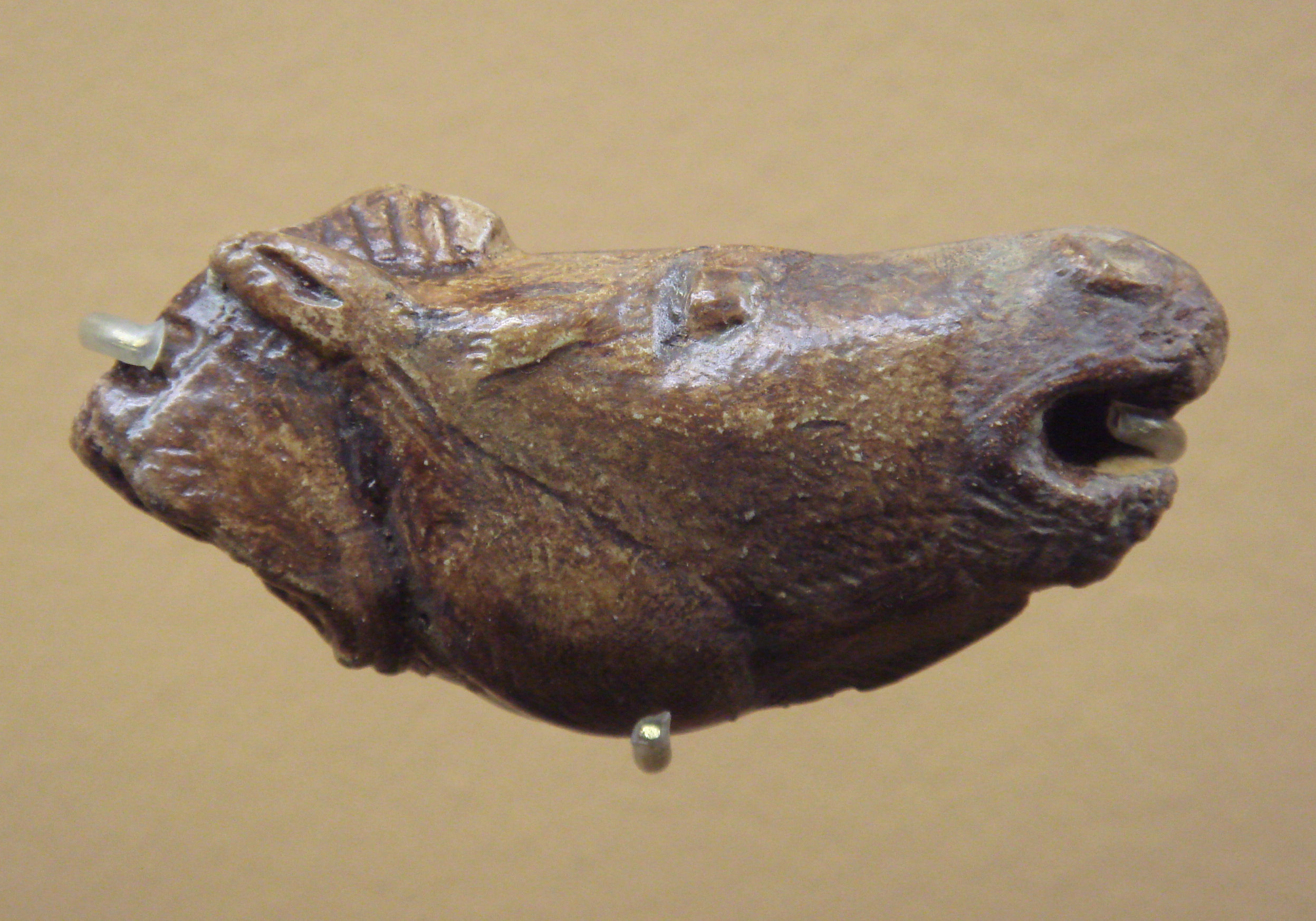
Talha Magdaleniana duma cabeça de cavalo

Magdaleniana foi uma das culturas mais tardias do Paleolítico Superior na Europa Ocidental, entre c. 15000 a.C. e 9000 a.C.
Este período é caracterizado pelo apogeu da indústria do osso (zagaias, arpões) e da arte mural (afrescos de Lascaux, de Altamira).
O nome foi proposto por Gabriel de Mortillet  em referência ao sítio arqueológico de La Madeleine na região de Dordogne, na França. Originalmente chamada de Idade das Renas, o Período Magdaleniano é sinônimo para as pessoas de caçadores de renas.

## Condições climáticas e ambientais

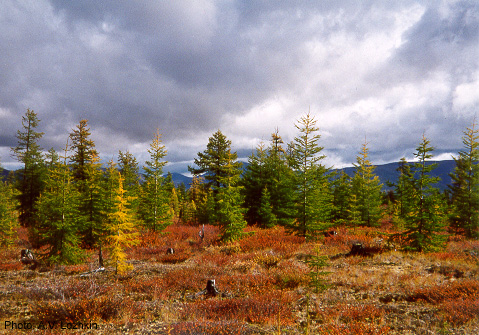
Paisagem atual de taiga, em Kolima, Sibéria

O Magdaleniano corresponde a uma etapa fria da glaciação de Würm, especificamente Würm IV, que à sua vez é subdividida em fases diferentes: Dryas I (fria), oscilação de Bølling (temperada), Dryas II (fria), oscilação de Allerød (temperada e úmida) e por último  Dryas IV, assinala a etapa de câmbio para o período atual, com o desenvolvimento paulatino das florestas e as pradarias, ao tempo que alguns animais como a rena emigra para terras boreais. Nestas diferentes fases os especialistas diferenciam ainda períodos intermédios.
Em conjunto, predominou o clima muito frio, de caracteres árticos ou polares, com paisagens de tipo tundra, com uma camada subterrânea gelada, o permafrost, e de taiga, com predomínio de florestas de coníferas e caducifólios. Formas correntes de vegetação de tundra dominavam a flora: líquenes, juncos, ericáceos e salgueiros anões.
O animal típico da fauna magdaleniano é a rena (Rangifer tarandus), que constituiu o herbívoro mais apreciado pelos seres humanos do período: entre 85 e 90 % das peças capturadas no conjunto da Europa ocidental. Outros herbívoros típicos eram os mamutes (Mammuthus primigenius), bisãos (Bos priscus), auroques (Bos primigenius), cavalos, cervos (Cervus elaphus), alces, etc; animais de montanha como a cabra-selvagem (Capra pyrenaica), a corça (Capreolus capreolus); o litoral subministra diversos gastrópodes presentes nos jazigos: são correntes diversos tipos de lapas (Patella vulgata, Patella lusitanica, Patella vulgata sautuolai), mas também espécies  árticas, hoje desaparecidas no sul da Europa: Peten islandicus, Cyprina islandica. Dos cursos fluviais obtêm-se nomeadamente salmões e trutas. Lobos, leopardo, leões das cavernas, ursos das cavernas (Ursus spelaeus) e ursos pardos (Ursus arctus) e raposa (Vulpes vulpes) são os grandes carnívoros e carniceiros, que convivem com outros menores. As focas mesmo aparecem representadas na arte de cavernas mediterrâneas.

## Equipamento

### Instrumental

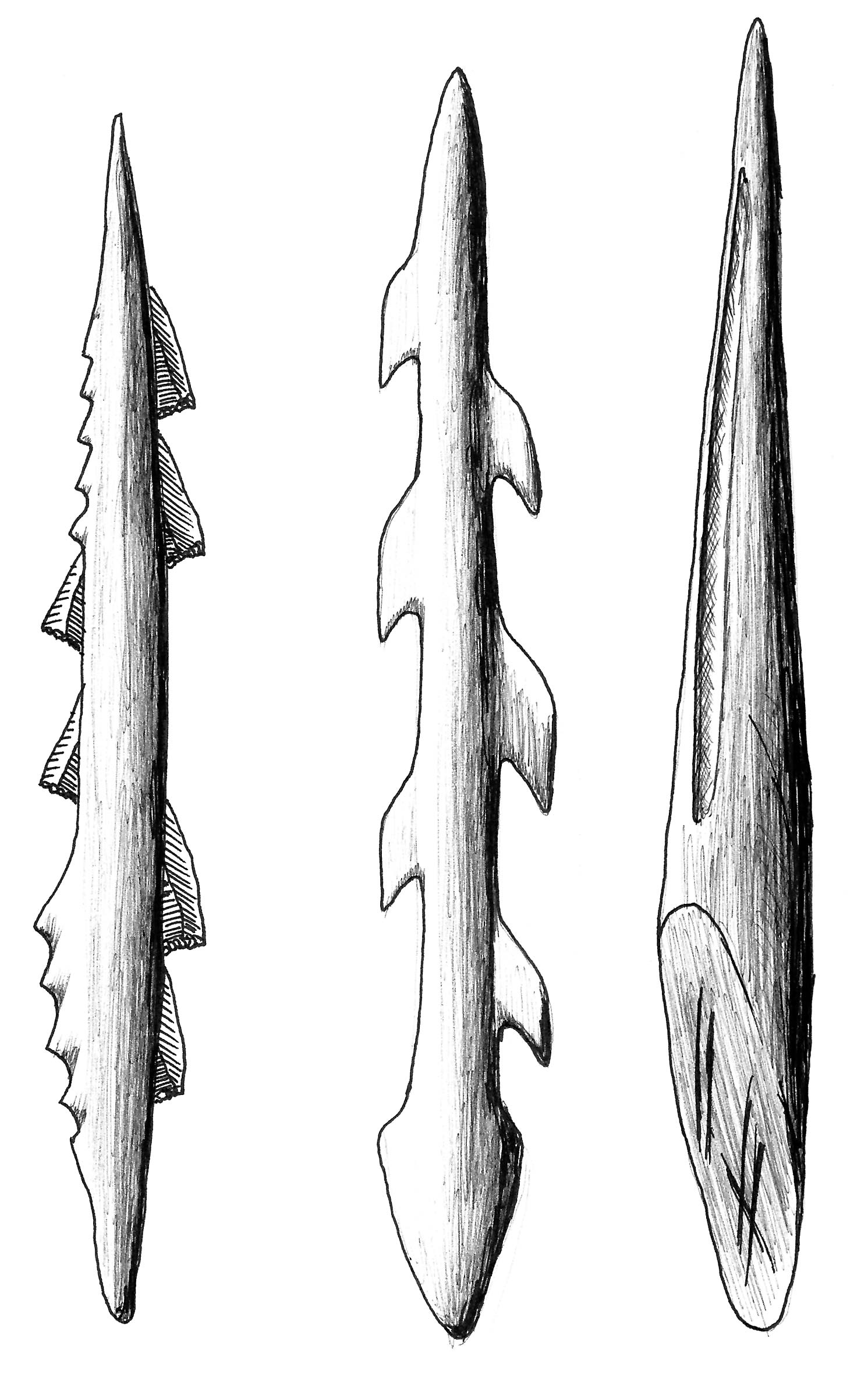
De esquerda a direita: arpão com dentes de micrólitos, arpão de dupla ponta e dentes em duas fileiras e ponta de azagaia para encabar

Os humanos do Magdaleniano possuem um equipamento lítico análogo ao das culturas anteriores do Paleolítico Superior. Sem dúvida o aspeto mais destacado é a diminuição do tamanho do instrumental de sílex, segundo avançou o período, até constituir autênticos micrólitos, sem que signifique que se abandona a peça mediana. Mas o que, sobretudo, caracteriza o período é o desenvolvimento de úteis de material ósseo (haste, osso, marfim, etc.): Os dois instrumentos, talvez fósseis diretores, são azagaias e arpões, mas estão acompanhados por muitos outros: propulsores (invento do Solutreano, mas que agora multiplica o seu número nos jazigos; tridentes; agulhas; espátulas; bastões perfurados ("Bastões de mando"), que puderam ser utilizados como endireitadores de azagaias, etc., e mesmo instrumentos de ócio, como apitos e flautas. Azagaias e arpões alcançam grande complexidade. Das primeiras há de bisel único, duplo, de seção triangular, quadrangular, oval, circular,..; os arpões desde um suposto protótipo de madeira com dentes de pontas de sílex, desenvolve-se em diversas fases um arpão, primeiro com dentes incipientes, logo com uma só fileira de dentes, e por último com dupla fileira dentada. É provável que constassem com a primeira máquina: o arco, embora as provas existentes para este período sejam indiretas.

### Meios

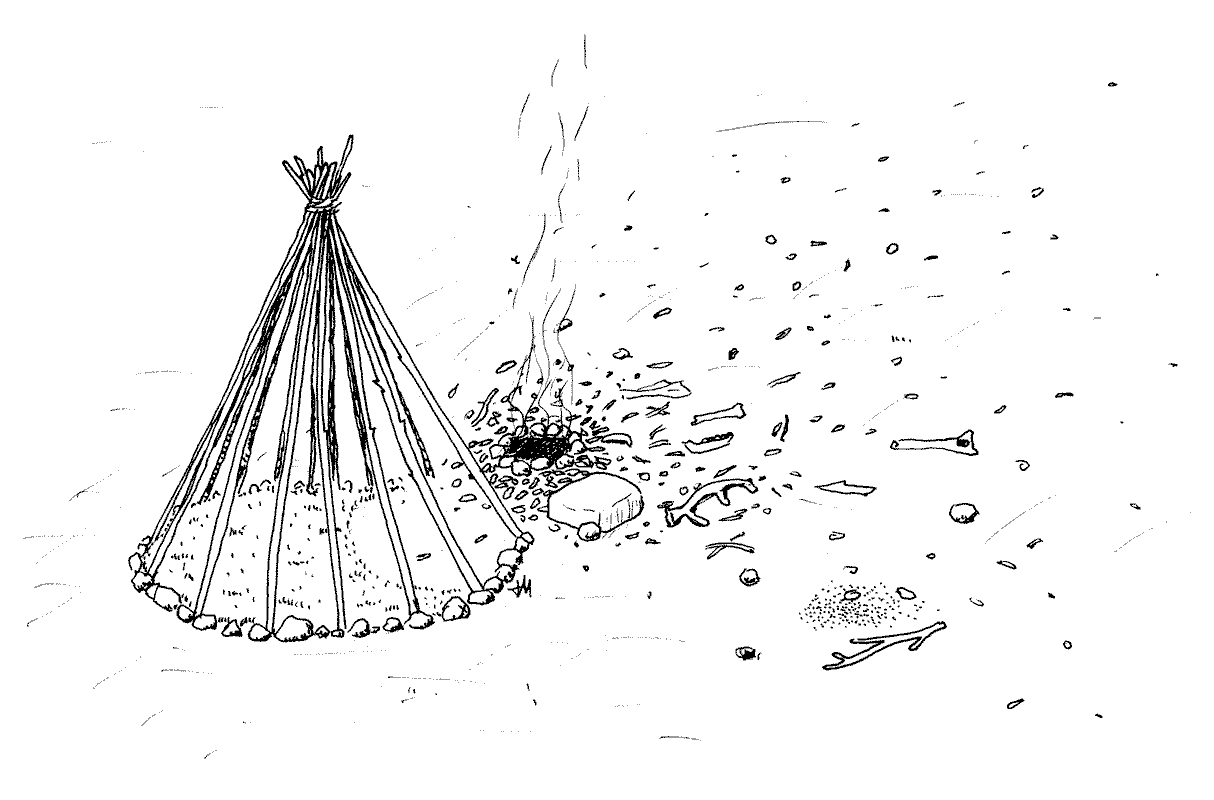
Reconstrução de barraca magdaleniana em Pincevet, que. -12.000

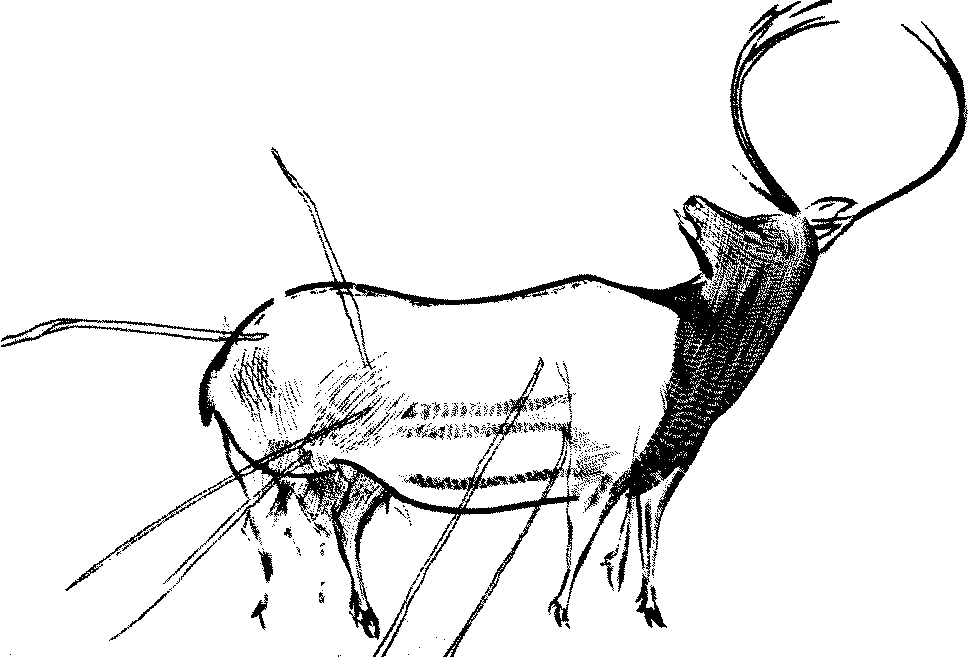
Gravado rupestre com cervo ferido por azagaias, Caverna da Penha, Candamo, Astúrias

Com o desenvolvimento da tecnologia de instrumentos, deveu multiplicar-se a tecnologia de "meios". Sabe-se que os magdalenianos dispunham de vestimentas semelhantes às dos esquimós. Enquanto às moradias, o habitual eram as cavernas e abrigos, especialmente nas entradas, onde se construíam habitações semelhantes a alpendres, sustentados com postes, e cobertos (seguramente por peles, a exemplo dos "tipis" dos ameríndios da América do Norte), ou bem preparavam diretamente o chão da caverna. Dispunham de barracas portáteis: Leroi-Gourhan escavou várias cavernas temporárias do Magdaleniano recente, em 1964, em Pincevent, não longe de Paris, reconstruindo barracas cônicas erguidas sobre paus, cobertas com peles; continham uma lareira central e restos reconstruídos como camas de peles. Têm-se descoberto moradias mais complexas, nas planícies da Europa Oriental e Sibéria. Aqui, na jazida de Mal'ta, a 100 km do lago Baikal, num horizonte correspondente ao Magdaleniano europeu-ocidental, aparecem três tipos de habitações: barracas de uns 4 m de diâmetro, com lareira central, semelhantes à de Pincevent; cabanas retangulares, de 4x3 m como média, semi-enterradas no chão, com lareira elevada, afirmadas com lajes de pedra,  provavelmente cobertas com peles fixadas com hastes de rena; "casas grandes", uma de 14 m de longo x 6 m de largo, construídas de jeito semelhante às anteriores, com várias lareiras. Uma construção maior aparece no estrato superior de Kostenski, na beiras do rio Don, na planície central russa, com datação de 12000 a.C.; trata-se de uma cabana de 36 x 18 m, com várias lareiras em linha, e provida de fojos de armazenamento; o principal material de construção eram grandes ossos de mamute.

## Caçadores-recolectores
Caça, pesca e coleta constituíram as atividades econômicas principais dos magdalenianos. Ocuparam praticamente toda Europa ocidental. Os assentamentos principais foram colocados em pontos estratégicos de rios, por onde nas suas proximidades deveriam passar os grandes herbívoros, que se movimentavam à procura de pastos nos câmbios de estações (ou alternativamente entre a montanha e o vale), especialmente renas, mas também outros, como o mamute, caso de Kostenski, bem como para aproveitar o passo fluvial das espécies migratórias como salmões ou enguias.
Os métodos de caça iriam desde o acosso até um fojo ou um barranco ou falésia, até ao uso de armadilhas diversas, e para os animais menores armadilhas adequadas e laços. Mas dado seguro é que o animal grande era alanceado com azagaias, disparada diretamente pela mão do caçador ou por meio de propulsores. Enquanto à pesca, é segura a existência de métodos de pesca a mão, alanceamento com arpões e a pesca com anzol (conservam-se de materiais ósseos). É possível que existissem redes, mas não temos provas diretas, o mesmo que da existência de nassas ou pesqueiras. Nos sítios de litoral ficam provas abundantes do consumo de moluscos de diverso tipo. Sabemos também da caça e do consumo de aves
A coleta de vegetais deveu ter menos importância neste período do que se afirma para primitivos atuais, dada a abundância de caça. Bordes indica que com segurança se consumiram bolotas, morangos, ameixas, framboesas, arandos, amoras, cenouras silvestres, etc .

## Organização social
Dado o bom nível de alimentação, é indubitável um aumento da vida média e do tamanho dos grupos sociais. A partir de paralelos etnográficos os tamanhos das "faixas", a agrupação imediatamente superior à família tem-se estimado em 20 a 30 membros, mas para quaisquer das barracas de Pincevent, acredita-se que acolheriam entre 10 e 15 indivíduos. Para a moradia de Kostenski, citada acima, revela-se a existência de uma dezena de lareiras, e posteriormente A.N. Rogatchev escavou outra semelhante a escassos metros da primeira.
Isto faz supor agrupações sociais relativamente grandes, de fato seguramente em casos aldeias fixadas por períodos talvez de várias gerações. Alonso del Real, após explicar as dificuldades para fixar dados demográficos concretos insinua, com soma cautela, os seguintes valores para todo o Paleolítico Superior: a)pequenas famílias de 5 ou 6 membros; b) "vizinhanças" de um centenar; unidades de trabalho e culto de várias centenas; unidades populacionais, laxas, mas intercomunicadas, de vários milhares de membros; a difusão "universal" de estilos de arte ofereceria uma prova.
Tem-se defendido também a existência de caudilhamentos e hierarquias dentro da sociedade magdaleniana. Existe um importante consenso que nega que houvesse classes sociais em todo o Paleolítico Superior, por contra seriam sociedades igualitárias. Negam-se também as chefaturas permanentes. Porém, há indícios de estruturas de mando: sepulcros mais ricos ou instrumentos, tipo azagaias, propulsores, arpões e outros, melhor elaborados e com grande riqueza decorativa. Propugna-se a quase segura existência de ordens de caçadores com autoridade, mas sem poder indicar como e de que maneira funcionavam.
Há certa especialização de funções de alguns indivíduos. Pelo menos para as artes visuais há certo acordo de que algumas obras foram realizadas por especialistas, o que não implica que fosse um artista puro. O mesmo se pode inferir a respeito de outros saberes.

## Arte
Nesta época realizaram-se os complexos de arte rupestre de Lascaux, Vale do Côa, Niaux, Font de Gaume, Tito Bustillo ou Altamira. Para Leroi-Gourhan, implica a apoteose da arte pré-histórica.
Porém, as representações artísticas não somente se efetuaram nas paredes de cavernas, mas também em peças móveis: placas, "bastões de mando", azagaias, arpões, estatuetas, etc.
As obras e as técnicas artísticas circularam às vezes entre lugares muito distantes. A caverna de Kapova, a sul dos montes Urais, apresenta temas e soluções similares às das grutas ocidentais sitas a 3000 km de distância. Ainda mais surpreendentes resultam as estatuetas de Vênus de Krasni-Iar, perto do lago Baikal, que mostram soluções esquematizadas semelhantes às representadas em gravuras da caverna de La Roche, na Dordonha, França.